# Obedience thru Suffering
 (juin 2025).
Si vous disposez d'ouvrages ou d'articles de référence ou si vous connaissez des sites web de qualité traitant du thème abordé ici, merci de compléter l'article en donnant les références utiles à sa vérifiabilité et en les liant à la section « Notes et références ».
Albums de Crowbar
Slugs
(1990) Crowbar
(1993)
Obedience thru Suffering est le premier album du groupe de sludge metal américain Crowbar, sorti en 1991.
Considéré comme leur signature sonore, il est encore considéré par beaucoup comme le meilleur travail à ce jour[réf. nécessaire].

## Liste des chansons
| No  | Titre                    | Durée |
| --- | ------------------------ | ----- |
| 1.  | Waiting in Silence       | 4:27  |
| 2.  | I Despise                | 4:18  |
| 3.  | A Breed Apart            | 5:34  |
| 4.  | Obedience Thru Suffering | 5:00  |
| 5.  | Vacuum                   | 4:18  |
| 6.  | Four Walls               | 4:41  |
| 7.  | Subversion               | 3:09  |
| 8.  | Feeding Fear             | 3:37  |
| 9.  | My Agony                 | 4:21  |
| 10. | The Innocent             | 3:46  |

| 1. | Fixation (live)   | 4:07 |
| 2. | Four Walls (Live) | 4:06 |

## Crédits
- Kirk Windstein : voix, guitare électrique
- Kevin Noonan : guitare
- Todd Strange : guitare basse
- Craig Nunenmacher : batterie